# Heinrich (Chiemsee)
Heinrich OP († 1262) war als römisch-katholischer Ordenspriester und Dominikaner von 1252 bis 1262 Bischof von Chiemsee.

## Leben
Heinrich gehörte dem Orden der Dominikaner an, bevor er Bischof des Bistums Chiemsee wurde. Seine Ernennung hängt mit der erzwungenen Resignation des Chiemseer Bischofs Albert 1244 zusammen, die in eine achtjährige Sedisvakanz mündete. 1252 ernannte der Salzburger Elekt Philipp von Spanheim Heinrich zum Nachfolger Alberts.
Es ist nicht bekannt, welchem Konvent Heinrich angehörte, auch über seine Herkunft und seinen Werdegang gibt es keine gesicherte Angaben. Jedoch belegt die Äbteliste von Stift Göttweig in Niederösterreich einen Heinrich von Nalb (Heinricus Naelivbare), welcher mit Bischof Heinrich identisch sein könnte. Dieser war seit 1209 Pfarrer in Nalb und trat nach einer Reise „ultra mare“ in das Stift Göttweig ein. Hier wurde Heinrich nach der Resignation des Abtes Wezelin um 1231 zum Abt gewählt. Er resignierte aber bereits 1232, um Dominikaner im neu gegründeten Kloster in Krems zu werden. Von Krems aus soll er durch den Salzburger Erzbischof zum Bischof von Chiemsee ernannt worden sein. Ob beide Heinriche jedoch kongruent sind, bleibt fraglich, zumal die Annales sancti Rudberti Salisburgenses zum Jahr 1252 keine genaueren Herkunftsangaben liefern. 
Aus Heinrichs Amtszeit ist überliefert, dass er 1255 einen Seitenaltar im Kloster Raitenhaslach zu Ehren der Heiligen Andreas und Bartholomäus weihte und im selben Jahr der Stiftskirche Herrenchiemsee einen Ablass von 40 Tagen gewährte. Zusammen mit dem Gurker Bischof Dietrich von Marburg verlegte er 1256 das Kirchweihfest des Salzburger St.-Peter-Klosters, wobei gleichzeitig ein Ablass von 60 Tagen genehmigt wurde. Dem Kloster Rott bestätigte er 1260 das Patronatsrecht über die Tiroler Pfarrei Pillersee, die zum Bistum Chiemsee gehörte.
In einem 1256 geführten Streit zwischen dem Elekten Philipp von Spanheim und dem Seckauer Bischof Ulrich, der von einem Teil des Salzburger Domkapitels als Erzbischof postuliert wurde, stand Heinrich auf Seiten Ulrichs. Da sich Heinrich um einen Kompromiss bemühte, wurde er im selben Jahr von Papst Alexander IV. beauftragt, Philipp innerhalb von zwei Monaten nach Rom zu beordern. Gleichzeitig verfügte der Papst, dass von Philipp vorgenommene Veränderungen am Kirchengut für nichtig zu erklären und die von Philipp besetzten Burgen mit Gewalt zurückzuerobern seien. Zudem sollten über alle Gegner kirchliche Zensuren ausgesprochen werden. Daraufhin verhängte Heinrich von Mittersill aus über Philipp und dessen Anhänger den Bann. Anfang 1257 folgte ein Interdikt über die Stadt Salzburg und das dortige Erzstift. Im September 1257 erklärte der Papst Philipp für abgesetzt und ernannte gleichzeitig den Seckauer Bischof Ulrich zum Erzbischof von Salzburg.
Nachfolgend mussten Heinrich und Ulrich umfangreiche Darlehen aufnehmen. Nachdem sie diese nicht fristgerecht zurückzahlen konnten, sollte sie der Kardinaldiakon Petrus Capocci im Auftrag des Papstes bis zur Zahlung der Schildzinsen in Bann und Suspension halten.
Bischof Heinrich starb vor dem 13. Dezember 1262. Sein Bestattungsort ist nicht bekannt.